# Agrotis orthogonia
Agrotis orthogonia là một loài bướm đêm trong họ Noctuidae.